# Bermuda Hogges Football Club
Bermuda Hogges Football Club foi um clube de futebol de Bermudas. Foi fundado em 2006, e tem a sua sede na capital, Hamilton. Seu presidente desde a sua fundação é Shaun Goater, ex-jogador da Seleção nacional e do Manchester City.